# Liste der Biografien/Kirb
Liste der Biografien |
Portal Biografien |
Personensuche
# |
A |
B |
C |
D |
E |
F |
G |
H |
I |
J |
K |
L |
M |
N |
O |
P |
Q |
R |
S |
T |
U |
V |
W |
X |
Y |
Z |
?
 
Ka |
Kb |
Kc |
Kd |
Ke |
Kf |
Kg |
Kh |
Ki |
Kj |
Kl |
Km |
Kn |
Ko |
Kp |
Kr |
Ks |
Kt |
Ku |
Kv |
Kw |
Ky |
Kx |
Kz
 
Kia |
Kib |
Kic |
Kid |
Kie |
Kif |
Kig |
Kih |
Kii |
Kij |
Kik |
Kil |
Kim |
Kin |
Kio |
Kip |
Kir |
Kis |
Kit |
Kiu |
Kiv |
Kiw |
Kix |
Kiy |
Kiz
 
Kira |
Kirb |
Kirc |
Kird |
Kire |
Kirf |
Kirg |
Kirh |
Kiri |
Kirj |
Kirk |
Kirl |
Kirm |
Kirn |
Kiro |
Kirp |
Kirr |
Kirs |
Kirt |
Kiru |
Kirv |
Kirw |
Kiry |
Kirz
Die Liste der Biografien führt alle Personen auf, die in der deutschsprachigen Wikipedia einen Artikel haben. Dieses ist eine Teilliste mit 51 Einträgen von Personen, deren Namen mit den Buchstaben „Kirb“ beginnt.

## Kirb

### Kirba
- Kirbach, Arthur von (1897–1981), US-amerikanischer Tontechniker
- Kirbach, Christine (* 1975), deutsche Juristin und Richterin
- Kirbach, Franz Moritz (1825–1905), deutscher Revolutionär 1848/49, Politiker (Nationalliberale Partei)
- Kirbach, Waldemar (1918–1999), deutscher Politiker (SPD), MdL
- Kirbassowa, Marija Iwanowna (1941–2011), russische Menschenrechtlerin

### Kirbe
- Kirberg, Gottfried (1793–1849), deutscher Wollhändler und Politiker
- Kirberg, Otto (1850–1926), deutscher Maler
- Kirbes, Willibald (1902–1990), österreichischer Fußballnationalspieler

### Kirbi
- Kirbi, Abubakr al-, jemenitischer Politiker

### Kirbs
- Kirbs, Jörg (* 1957), deutscher Ingenieur und Professor für Technische Mechanik

### Kirbu
- Kirbus, Federico B. (1931–2015), argentinischer Journalist, Schriftsteller und Forscher

### Kirby
- Kirby Smith, Edmund (1824–1893), General der Konföderierten Armee im Amerikanischen BürgerkriegEdmund Kirby Smith (1824–1893)

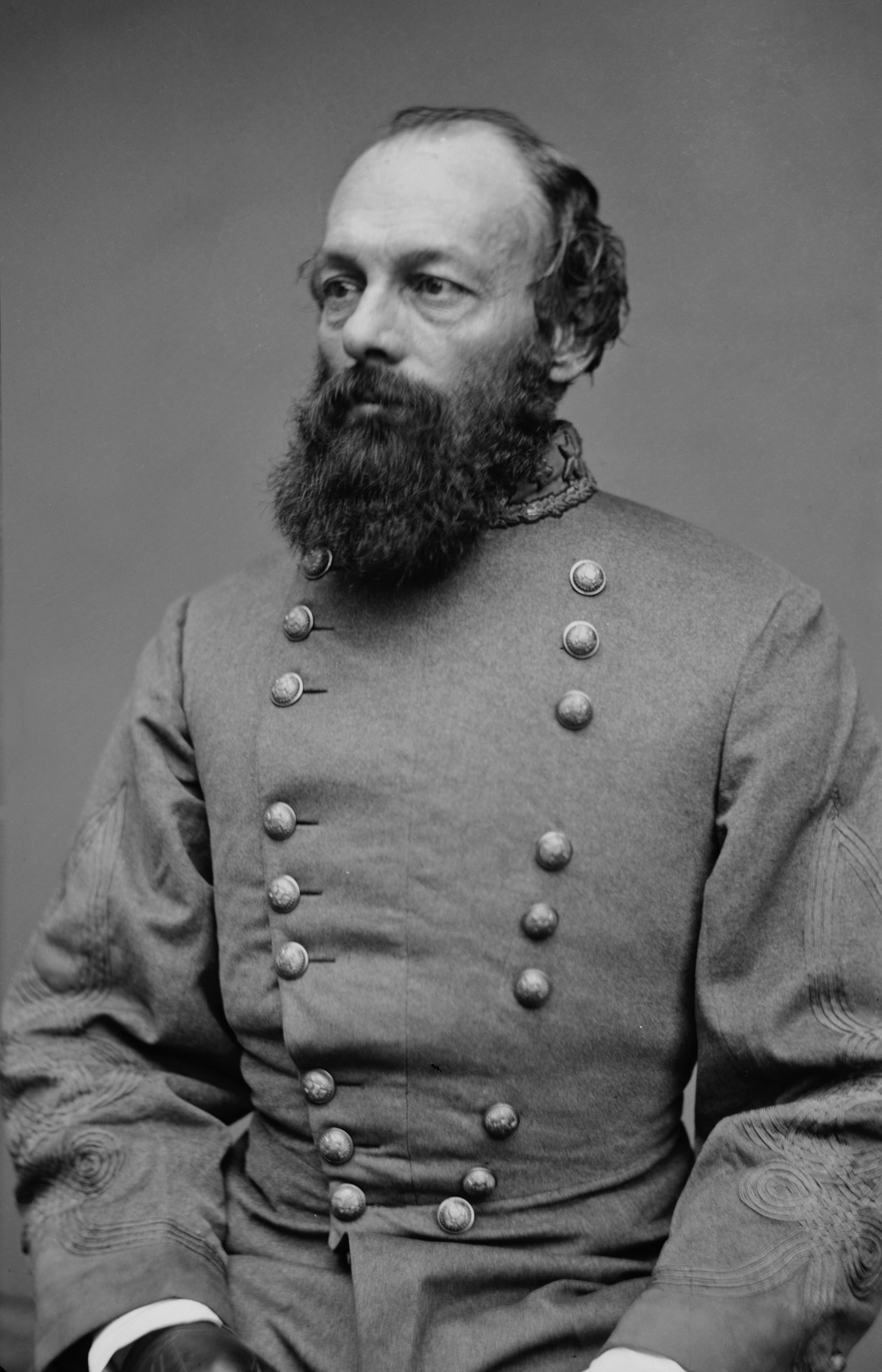
Edmund Kirby Smith (1824–1893)

- Kirby, Alister (1886–1917), britischer Ruderer
- Kirby, Bill (* 1975), australischer Schwimmer
- Kirby, Bruce (1925–2021), US-amerikanischer Schauspieler
- Kirby, Bruce (1929–2021), kanadischer Regattasegler
- Kirby, Bruno (1949–2006), US-amerikanischer Schauspieler
- Kirby, Christopher, US-amerikanisch-australischer Schauspieler
- Kirby, David (1957–1990), US-amerikanischer LGBT- und AIDS-Aktivist
- Kirby, Edward (1901–1968), US-amerikanischer Mittel- und Langstreckenläufer
- Kirby, Fran (* 1993), englische FußballspielerinFran Kirby (* 1993)

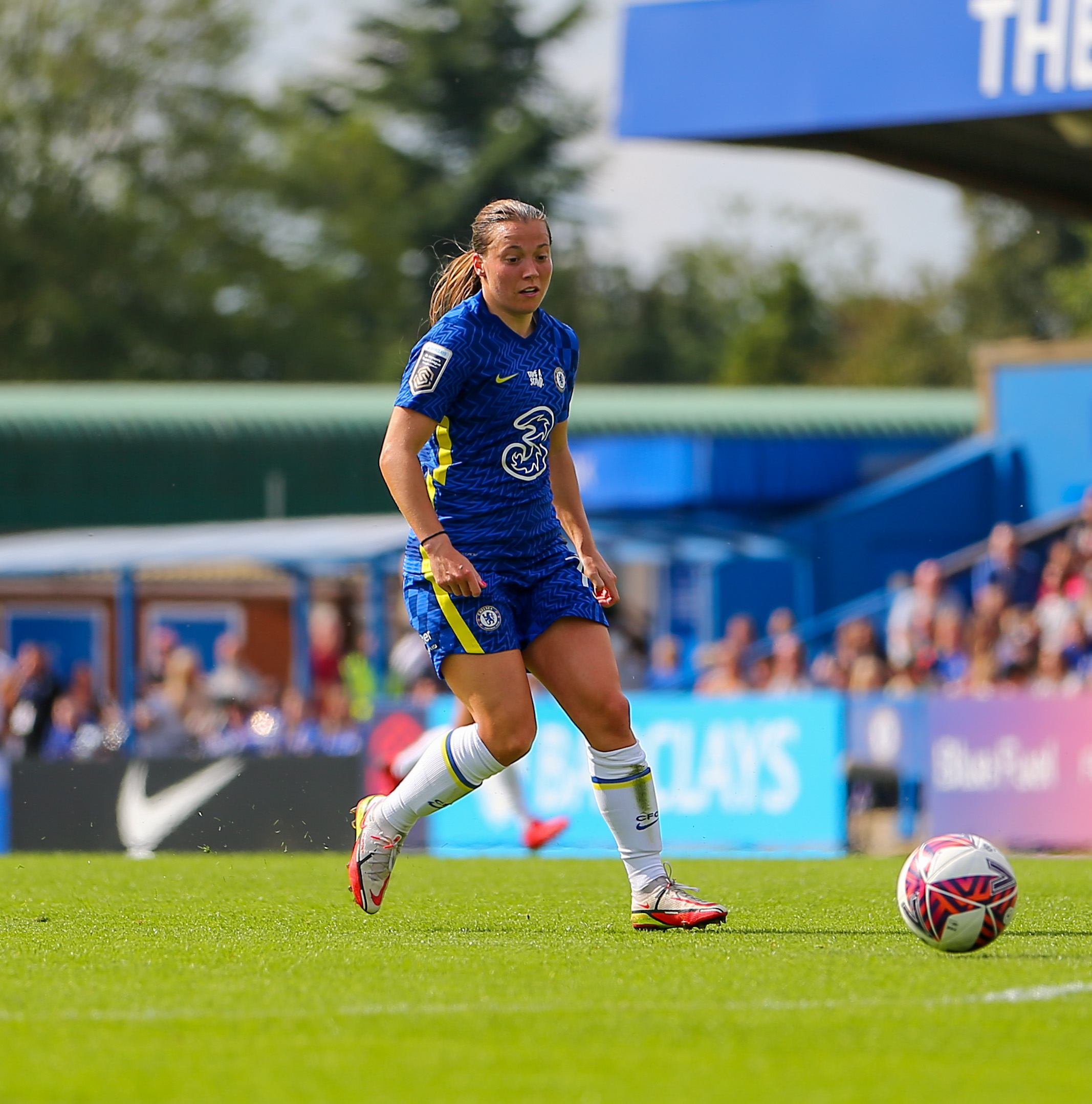
Fran Kirby (* 1993)

- Kirby, Gordon William (1934–2011), britischer organischer Chemiker und Hochschullehrer
- Kirby, Gustavus T. (1874–1954), US-amerikanischer Jurist, Sportler und Sportfunktionär
- Kirby, Jack (1917–1994), US-amerikanischer Comiczeichner
- Kirby, Joel (* 1964), US-amerikanischer Musicaldarsteller, Tänzer und Schauspieler
- Kirby, John (1908–1952), US-amerikanischer Jazz-Bassist, Band-Leader, Posaunist und Tuba-Spieler
- Kirby, John (* 1938), irischer Geistlicher, emeritierter römisch-katholischer Bischof von Clonfert
- Kirby, John (* 1963), US-amerikanischer Offizier, Konteradmiral der United States Navy
- Kirby, Josh (1928–2001), britischer Zeichner und Künstler
- Kirby, Karolyn (* 1961), US-amerikanische Beachvolleyballspielerin
- Kirby, Kathy (1938–2011), britische Sängerin
- Kirby, Laurence (* 1952), britischer Mathematiker
- Kirby, Luke (* 1978), kanadischer Schauspieler
- Kirby, Malachi (* 1989), britischer Schauspieler
- Kirby, Moses H. (* 1798), US-amerikanischer Jurist und Politiker
- Kirby, Paul (* 1981), britischer Jazzmusiker (Piano, Komposition)
- Kirby, Percival R. (1887–1970), südafrikanischer Ethnomusikologe und Hochschullehrer
- Kirby, Peter (* 1931), kanadischer Bobfahrer
- Kirby, Pierre († 1990), britischer Martial-Arts-Künstler und Schauspieler
- Kirby, Ralph (1884–1946), englischer Fußballspieler und -trainer
- Kirby, Robert (1925–2005), US-amerikanischer Autorennfahrer
- Kirby, Robion (* 1938), US-amerikanischer Mathematiker
- Kirby, Sandra (* 1949), kanadische Ruderin, Soziologin und Autorin
- Kirby, Simone (* 1976), irische Schauspielerin
- Kirby, Steve T. (* 1952), US-amerikanischer Politiker
- Kirby, Vanessa (* 1988), britische Schauspielerin und ModelVanessa Kirby (* 1988)

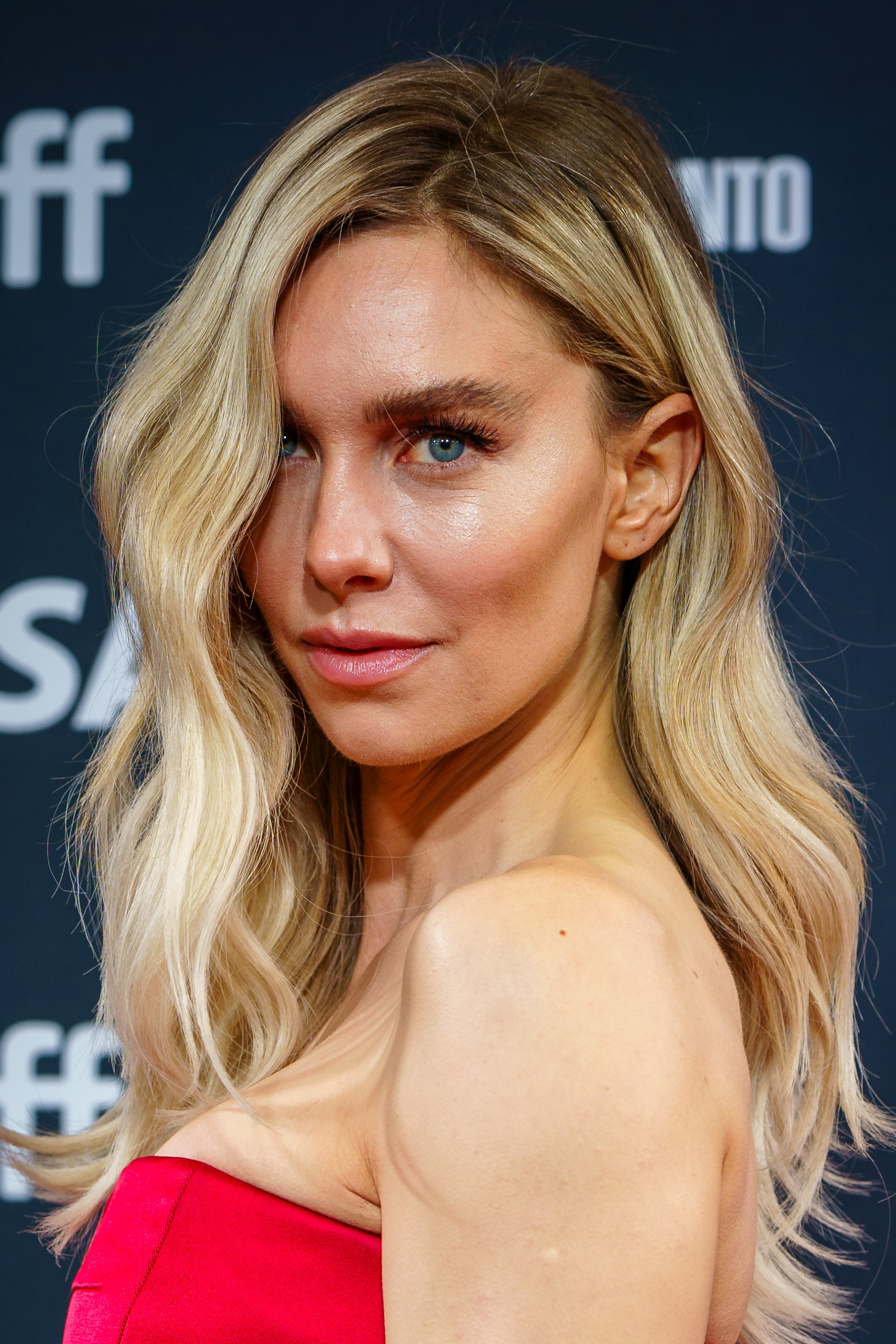
Vanessa Kirby (* 1988)

- Kirby, Vicki (* 1950), australische Soziologin, Anthropologie und Hochschullehrerin
- Kirby, William (1759–1850), englischer Pfarrer und Entomologe
- Kirby, William F. (1867–1934), US-amerikanischer Politiker
- Kirby, William Forsell (1844–1912), englischer Entomologe und Volkskundler
- Kirbye, George († 1634), englischer Madrigalist